# 布拉格地鐵C線
布拉格地鐵C線是捷克布拉格的一條地鐵路線，開通於1974年，是布拉格的第一條地鐵路線。布拉格地鐵C線全長22.41（13.92英里），有20個車站，從起點到終點需時35分。

## 外部連結
- Architecture photo series of all stations of C line (Prague Metro)

 维基共享资源上的相關多媒體資源：布拉格地鐵C線